# گلاریول خاکستری
گلاریول خاکستری (نام علمی: Glareola cinerea) نام یک گونه از سرده گلاریول‌ها است.